# Lista de membros da Commonwealth

Territórios da Commonwealth. Azul: Atuais membros; Laranja: Membros antigos; Verde: Membros suspensos.

A Commonwealth é uma associação voluntária de 56 estados soberanos. A maioria são ex-colônias britânicas, com exceção de Gabão e Togo (ex-colônias francesas), Moçambique (ex-colônia portuguesa) e Ruanda (ex-colônia alemã e belga).
Atualmente, os estados soberanos membros da Comunidade das Nações são divididos por continente, sendo 3 na Europa, 13 na América, 21 na África, 8 na Ásia e 11 na Oceania (incluindo um membro suspenso, readmitido em 2014, Fiji). Têm uma população combinada de 2,1 bilhões de pessoas, quase um terço da população mundial, dos quais 1,17 bilhão vivem na Índia e 94% vivem na Ásia e África juntas.
Atualmente, 15 dos Estados-Membros são reinos da Commonwealth, que têm o monarca do Reino Unido como seu chefe de Estado. Outros cinco países são monarquias independentes, com seus próprios monarcas, são eles: (Brunei, Essuatíni, Lesoto, Malásia, e Tonga), o restante dos países são repúblicas.

## Membros atuais
Todas as informações da tabela têm base em dados fornecidos pela Commonwealth of Nations, a população está baseada em estimativas de 2007, salvo indicação em contrário.
Nota: A tabela pode ser ordenada por ordem alfabética ou cronológica usando o  ícone.
| País                     | Registrado              | Continente             | População     | Notas[A] |
| ------------------------ | ----------------------- | ---------------------- | ------------- | --- |
| África do Sul            | 19 de novembro de 1926  | África                 | 56 007 479    | |
| Antígua e Barbuda        | 1 de novembro de 1981   | América Central/Caribe | 94 195        | Reino da Commonwealth |
| Austrália                | 19 de novembro de 1926  | Oceania                | 25 766 600    | Reino da Commonwealth. Concedeu à independência nominal em 1 de janeiro de 1901. A Austrália foi um dos domínios originais no momento do Estatuto de Westminster de 1931, embora a lei não fosse aprovada na Austrália até 1942. |
| Bahamas                  | 10 de julho de 1973     | América Central/Caribe | 402 576       | Reino da Commonwealth |
| Bangladexe               | 18 de abril de 1972     | Ásia                   | 165 867 307   | Independência do Paquistão em 1971. |
| Barbados                 | 30 de novembro de 1966  | América Central/Caribe | 286 618       | |
| Belize                   | 21 de setembro de 1981  | América Central        | 379 636       | Reino da Commonwealth |
| Botsuana                 | 30 de setembro de 1966  | África                 | 2 377 831     | |
| Brunei                   | 01 de janeiro de 1984   | Ásia                   | 439 022       | |
| Camarões                 | 13 November 1995        | África                 | 24 836 674    | A maior parte do país pertencia ao território francês de Camarões e ganhou a independência da França em 1 de janeiro de 1960, unindo-se com o muito menor Mandato território britânico que ganhou sua independência do Reino Unido em 1 de outubro de 1961. |
| Canadá                   | 19 novembro de 1926     | América do Norte       | 37 653 350    | Reino da Commonwealth. Concedeu à independência nominal em 1 de julho de 1867. O Canadá foi o primeiro entre os vários domínios originais no momento do Estatuto de Westminster em 1931. |
| Chipre                   | 13 de março de 1961     | Europa                 | 1 197 667     | Ganhou a independência do Reino Unido em 18 de agosto de 1960. |
| Dominica                 | 3 de novembro de 1978   | América Central/Caribe | 72 975        | |
| Essuatíni                | 6 de setembro de 1968   | África                 | 1 336 933     | |
| Fiji[A]                  | 10 de outubro de 1970   | Oceania                | 909 024       | Saiu em 1987, regressou em 1997; Suspenso em 6 de junho de 2000; Suspensão revogada em 20 de dezembro de 2001; Novamente suspenso em 2006 por causa do golpe de estado de Fiji de 2006; Suspensão revogada em 26 de setembro de 2014. |
| Gabão                    | 25 de junho de 2022     | África                 | 2 233 272     | Obteve a independência da França em 17 de agosto de 1960. Terceiro país (depois de Moçambique e Ruanda) a ser admitido na Commonwealth sem quaisquer vínculos coloniais ou constitucionais anteriores com o Reino Unido. |
| Gâmbia                   | 18 de fevereiro de 1965 | África                 | 2 155 958     | Retirou-se voluntariamente em 3 de outubro de 2013 e voltou em 8 de fevereiro de 2018. |
| Gana                     | 6 de março de 1957      | África                 | 29 088 849    | |
| Granada                  | 7 de fevereiro de 1974  | América Central/Caribe | 107 894       | Reino da Commonwealth |
| Guiana                   | 26 de maio de 1966      | América do Sul         | 773 808       | |
| Ilhas Salomão            | 7 de julho de 1978      | Oceania                | 614 497       | Reino da Commonwealth |
| Índia                    | 15 de agosto de 1947    | Ásia                   | 1 353 014 094 | |
| Jamaica                  | 6 de agosto de 1962     | América Central/Caribe | 2 819 888     | Reino da Commonwealth |
| Lesoto                   | 4 de outubro de 1966    | África                 | 2 199 492     | |
| Malásia                  | 31 de agosto de 1957    | Ásia                   | 31 505 208    | Registrado como Federação da Malásia em 1957, reformou a Malásia com a sua federação em 1963 com Singapura (tornou-se um membro separado em 1965), Sabah e Sarawak. |
| Maláui                   | 6 de julho de 1964      | África                 | 18 558 768    | |
| Maldivas                 | 09 de julho de 1982     | Ásia                   | 515 696       | Ganhou a independência do Reino Unido em 26 de julho de 1965. Foi um membro especial de 9 de julho de 1982 a 20 de julho de 1985. Retirou-se em 13 de outubro de 2016. Retornou em 1 de fevereiro de 2020. |
| Malta                    | 21 de setembro de 1964  | Europa                 | 422 212       | |
| Maurício                 | 12 de março de 1968     | África                 | 1 286 240     | |
| Moçambique               | 13 de novembro de 1995  | África                 | 29 977 238    | Independente de Portugal em 25 de junho de 1975. O primeiro país a ser admitido na Commonwealth, sem qualquer laço colonial ou constitucional com o Reino Unido. |
| Namíbia                  | 21 de março de 1990     | África                 | 2 600 857     | Ganhou a independência da África do Sul. |
| Nauru                    | 1 de novembro de 1968   | Oceania                | 10 387        | Nauru é um membro especial. Ganhou a independência em 31 de janeiro de 1968 da tutela conjunta da Austrália, Nova Zelândia e Reino Unido. A nação foi membro especial de 1 de novembro de 1968 a 1 de Maio de 1999, quando se tornou membro de pleno direito, antes de voltar ao status especial em janeiro de 2006. |
| Nigéria                  | 1 de outubro de 1960    | África                 | 194 615 054   | Retomado o antigo território do Mandato Britânico em 31 de maio de 1961. Suspenso em 1995, com sua suspensão revogada em 1999. |
| Nova Zelândia            | 19 de novembro de 1926  | Oceania                | 4 609 755     | Reino da Commonwealth. Teve independência nominal em 26 de setembro de 1907. Um dos domínios originais no momento do Estatuto de Westminster de 1931, embora este não tenha sido aprovado na Nova Zelândia até 1947. |
| Papua-Nova Guiné         | 16 de setembro de 1975  | Oceania                | 8 034 630     | Reino da Commonwealth. Ganhou a independência da Austrália. |
| Paquistão                | 14 de agosto de 1947    | Ásia                   | 229 494 441   | O país foi suspenso da comunidade por mais de quatro vezes e tendo novamente a sua entrada aceita em 2008. |
| Quênia                   | 12 de dezembro de 1963  | África                 | 49 167 382    | |
| Quiribati                | 12 de julho de 1979     | Oceania                | 117 636       | |
| Reino Unido              | 19 de novembro de 1926  | Europa                 | 65 746 853    | Reino da Commonwealth. O Parlamento do Reino Unido decretou o Estatuto de Westminster em 1931. |
| Ruanda                   | 29 de novembro de 2009  | África                 | 12 322 920    | Ganhou a independência da Bélgica em 1 de julho de 1962. Segundo país a ser admitido na Commonwealth, sem qualquer laço colonial ou constitucional com o Reino Unido. |
| Samoa                    | 28 de agosto de 1970    | Oceania                | 196 954       | Ganhou a independência da Nova Zelândia em 1 de janeiro de 1962. Registrado como Samoa Ocidental, posteriormente mudando seu nome para Samoa em 4 de Julho de 1997. |
| Santa Lúcia              | 22 de fevereiro de 1979 | América Central/Caribe | 189 000       | Reino da Commonwealth |
| São Cristóvão e Neves    | 19 de setembro de 1983  | América Central/Caribe | 56 632        | Reino da Commonwealth |
| São Vicente e Granadinas | 27 de outubro de 1979   | América Central/Caribe | 109 501       | Reino da Commonwealth. São Vicente e Granadinas foi um membro especial de 27 de outubro de 1979 a 1 de junho de 1985. |
| Seicheles                | 29 de junho de 1976     | África                 | 98 248        | |
| Serra Leoa               | 27 de abril de 1961     | África                 | 6 818 117     | |
| Singapura                | 09 de agosto de 1966    | Ásia                   | 5 889 117     | Primeiramente, entrou como parte da Malásia em 16 de setembro de 1963. |
| Sri Lanka                | 4 de fevereiro de 1948  | Ásia                   | 20 979 811    | Registrado como Domínio do Ceilão, posteriormente mudando seu nome em 1972. |
| Tanzânia                 | 09 de dezembro de 1961  | África                 | 57 790 062    | União de Tanganica e Zanzibar. |
| Togo                     | 25 de junho de 2022     | África                 | 8 608 444     | O país foi o antigo território do mandato francês e britânico (mais tarde território sob custódia da ONU) do Togo, após a Primeira Guerra Mundial em 1919. Togolândia britânica (que seria anexado à Costa do Ouro em 1956 e se tornaria Gana em 6 de março de 1957) e Togolândia francesa. Independência do Togo da França em 27 de abril de 1960. Quarto país (junto com o Gabão) a ser admitido na Commonwealth, sem qualquer laço colonial ou constitucional com o Reino Unido. |
| Tonga                    | 4 de junho de 1970      | Oceania                | 107 228       | |
| Trindade e Tobago        | 31 de agosto de 1962    | América Central/Caribe | 1 376 801     | |
| Tuvalu                   | 1 de outubro de 1978    | Oceania                | 10 116        | Reino da Commonwealth. Tuvalu é um membro especial de 01 outubro de 1978 até 1 de setembro de 2000. |
| Uganda                   | 9 de outubro de 1962    | África                 | 42 288 962    | |
| Vanuatu                  | 30 de julho de 1980     | Oceania                | 279 953       | Ganhou a independência da França e do Reino Unido. |
| Zâmbia                   | 24 de outubro 1964      | África                 | 17 470 471    | |

↑ A. Salvo disposição em contrário, a independência foi obtida a partir do Reino Unido na data de adesão à Commonwealth, como mostrado na coluna 2.

## Antigos Membros
| País     | Registrado             | Continente | Saída                 | Notas |
| -------- | ---------------------- | ---------- | --------------------- | --- |
| Irlanda  | 11 de dezembro de 1931 | Europa     | 18 de abril de 1949   | Um dos domínios britânicos registados no Estatuto de Westminster de 1931. Saiu após passar a ser República da Irlanda Lei em 1949. |
| Zimbabué | 1 de outubro de 1980   | África     | 7 de dezembro de 2003 | Suspenso em 19 de março de 2002. Retirou-se voluntariamente em 7 de dezembro de 2003.                                              |

## Membros dissolvidos
| Ex-país    | Registrado             | Continente       | Dissolvido              | Voltou como parte da | Notas |
| ---------- | ---------------------- | ---------------- | ----------------------- | -------------------- | --- |
| Malaya     | 31 de agosto de 1957   | Ásia             | 16 de setembro de 1963  | Malasia              | Reformada a Federação da Malásia com Singapura (tornou-se um membro separado em 1965), Sabah e Sarawak.                                                            |
| Terra Nova | 11 de dezembro de 1931 | América do Norte | 16 de fevereiro de 1934 | Canadá               | Um dos domínios britânicos registrados no Estatuto de Westminster 1931. O governo suspendeu em 16 de fevereiro de 1934, se juntou o Canadá em 31 de março de 1949. |
| Tanganica  | 9 de dezembro de 1961  | África           | 26 de abril de 1964     | Tanzânia             | Os dois países se fundiram para formar a Tanzânia, em 26 de abril de 1964.                                                                                         |
| Zanzibar   | 10 de dezembro de 1963 | África           | 26 de abril de 1964     | Tanzânia             | Os dois países se fundiram para formar a Tanzânia, em 26 de abril de 1964.                                                                                         |